# Take the Crown
| Оценки критиков           | Оценки критиков |
| Источник                  | Оценка          |
| ------------------------- | --------------- |
| AllMusic                  | [ 2 ]           |
| BBC Music                 | положительно    |
| The Daily Telegraph       | [ 1 ]           |
| The Guardian              | [ 4 ]           |
| The Independent           | [ 5 ]           |
| The Independent on Sunday | [ 6 ]           |
| MusicOMH                  | [ 7 ]           |
| The Observer              | [ 8 ]           |
| Slant Magazine            | [ 9 ]           |

Take the Crown — девятый студийный альбом британского поп-певца Робби Уильямса, издан 2 ноября 2012 года лейблом Universal Records.

## Об альбоме
На официальной странице Робби Уильямса 3 сентября был опубликован трек-лист будущего альбома.
Автором и продюсером песен «Candy» и «Different» выступил Гэри Барлоу. Также продюсером остальных композиций на диске выступил Джекнайф Ли, работавший до этого с Two Door Cinema Club, Snow Patrol, U2, R.E.M. и многими другими.
Альбом с первой недели занял первую строчку в британском чарте синглов, одновременно с первым синглом «Candy», что стало для певца вторым «дублем» за его карьеру (первым таким достижением был удостоен альбом Swing When You’re Winning и лид-сингл с альбома Somethin' Stupid в дуэте с Николь Кидман).
Радиостанция BBC отказалась от трансляции синглов с Take the Crown, обосновав своё решение отсутствием интереса у юной аудитории; в ответ певец заявил, что «переломает радийщикам ноги, если они будут вести политику двойных стандартов и дадут в эфир что-нибудь „взрослое“ типа Coldplay».
Take the Crown издан в двух изданиях: стандартном и делюкс. Оба варианта доступны и для скачивания на iTunes и смежных с ним, кроме того, диск издан и на виниле. В целом альбом был продан в количестве 1 300 000 копий, 500 000 из которых пришлось на Великобританию (таким же тиражом продался его седьмой альбом Rudebox).
В поддержку альбома певец отправился в турне Take The Crown Stadium Tour, который начался 14 июня в Ирландии, а окончился 25 августа в Ставангере. Это первое сольное турне певца за 7 лет, после Close Encounters Tour 2006 года. В оформлении сцены были задействованы гидравлическая корона и мобильные монументальные бюсты Уильямса. Концерт в Таллине, Эстония, транслировался в кинотеатрах всего мира и снимался для выпуска на DVD.

## Отзывы критиков
Олег Мартишин (портал Trill) писал, что альбом «оставляет двоякое впечатление: с одной стороны, отличные мелодии прекрасно записаны, с другой — студийник не производит впечатления безусловной „бомбы“, как это было со многими предыдущими релизами певца». Игорь Кузьмичёв (FashionTime.ru) отметил треки «Be a Boy», «Candy» и «All That I Want», но счёл, что во второй половине альбом теряет очарование.
Сергей Мезенов (NewsLab.ru) оценил альбом положительно: «В повестке дня на „Take the Crown“ — примерно то же самое, что у большинства важных поп-артистов последних лет, а именно дискотека 80-х, с ударением на оба слова. Упругие ритмы, блескучие клавишные, безмятежная сахарная мелодичность, валентинки новым романтикам (стратосферный номер „Hunting for You“) и лично группе U2 („Into the Silence“) — всё, как у каких-нибудь The Killers»; но при этом «Робби, как никто другой, всегда умел идеально выдерживать интонацию даже в самых возмутительных обстоятельствах. На „Take the Crown“ он нашпиговывает свои упругие песенки кучей деталей, превращающих его дискотеку в совершеннейшее шапито. <…> Но преподносится это всё уверенно и изящно, с энергией и харизмой, будто так и надо».
Александр Волков («Известия») охарактеризовал альбом как «чрезвычайно ровную работу»: «Он умело дозирует поп-оптимизм и ностальгию. Песни получились разнообразными, что неудивительно, и ненавязчивыми, что странно. Уильямс словно несколько заблудился между роком и эстрадой. Он нравится миллионам, обладает приятным голосом, но его тем не менее не жаль сделать потише». При этом рецензент отметил, что «Уильямс никого не копирует, упорно создаёт собственный стиль, что для нашего времени — феномен».
Видеоклип на «Candy» подвергся критике со стороны Британского общества защиты прав пенсионеров — в одном из эпизодов Робби бьёт кулаком в лицо пожилую женщину. В одном из телеинтервью артист заявил, что «по сценарию ему нужно было ударить собаку, но так как он любит животных, то с радостью согласился заменить собаку на пенсионерку».

## Список композиций
| №   | Название                | Длительность |
| --- | ----------------------- | ------------ |
| 1.  | «Be a Boy»              | 4:40         |
| 2.  | «Gospel»                | 4:22         |
| 3.  | «Candy»                 | 3:21         |
| 4.  | «Different»             | 4:51         |
| 5.  | «Shit on the Radio»     | 2:50         |
| 6.  | «All That I Want»       | 3:28         |
| 7.  | «Hunting for You»       | 3:58         |
| 8.  | «Into the Silence»      | 4:49         |
| 9.  | «Hey Wow Yeah Yeah»     | 2:52         |
| 10. | «Not Like the Others»   | 4:15         |
| 11. | «Losers» (feat. Lissie) | 4:09         |